# نظرة المعلم
نظرة المعلم هي نظرة خالية من المشاعر وبدون تعبير والتي يتم تعليم معلمي المدارس الابتدائية توجيهها نحو الطلاب الذين يسيئون التصرف كبديل للصراخ أو التهديد. الغرض من تحديق المعلم هو منع تصاعد الاضطرابات البسيطة، مع تقليل الإزعاج لبقية الفصل. يقول المعلمون إن نظرة المعلم تكون أكثر فاعلية مع الطلاب الصغار والمطيعين.
تشمل الأساليب الأخرى التي يتم تدريسها للمعلمين لإدارة سوء السلوك البسيط في الفصل الدراسي: التوقف مؤقتًا لإحداث تأثير، وشكر الطلاب الذين يتصرفون بشكل جيد، ومناداة الطلاب الذين يسيئون التصرف بالاسم، والاقتراب جسديًا من مصادر التعطيل، وتذكير الطلاب بلطف بما يفترض بهم القيام به.